# San José Teacalco
San José Teacalco es una localidad del estado mexicano de Tlaxcala. Es cabecera del municipio de San José Teacalco.

## Demografía
| Censo | Población |
| ----- | --------- |
| 1995  | 4 426     |
| 2000  | 4 397     |
| 2005  | 4 927     |
| 2010  | 5 381     |
| 2020  | 6 178     |